# Angaradébou
Angaradébou è un arrondissement del Benin situato nella città di Kandi con 19 472 abitanti (dato 2006).